# FC Ballkani
Football Club Ballkani (albanski: Klubi Futbollistik Ballkani) kosovski je nogometni klub iz grada Suva Reka. Trenutačno se natječe u Nogometnoj Superligi Kosova.

## Klupski uspjesi

### Domaći
- Nogometna Superliga Kosova
  - Prvak (2): 2021./22., 2022./23.

- Kosovski nogometni kup
  - Finalist (1): 2019./20.

- Kosovski nogometni superkup
  - Osvajač (1): 2023.

## Vanjske poveznice
- Službena web-stranica